# Альваро де Суньига-и-Гусман
Альваро де Суньига-и-Гусман (Эстунига, Стунига, Стуника) (исп. Álvaro de Zúñiga y Guzmán; около 1410, Энсинас — 10 июня 1488, Бехар) — крупный кастильский государственный и политический деятель из дома Суньига, главный судья Кастилии и главный альгуасиль Кастилии. Первый рыцарь королевства, провозглашённый королем Энрике IV 3 мая 1464 года, алькайд замка Бургос, администратор магистров Ордена Алькантара.
2-й граф Пласенсия (с 1453), в 1469 году для него был создан королем Энрике IV титул 1-го герцога Аревало (титул был возвращен кастильской короне в правлением католических монархов). В 1480 году ему был пожалован титул 1-го герцога Пласенсия. В 1485 году королева Изабелла Кастильская пожаловала ему титулы 1-го герцога Бехара и 1-го графа Баньяреса. Богатый кастильский аристократ и землевладелец, сеньор Суньига и Мендавия в Наварре, а также Бехара и Баньяреса в Кастилии и, по наследству от своей матери Изабель де Гусман-и-Аяла, 8-й сеньор де Хибралеон.

## Происхождение
Родился около 1410 года в Эснинасе. Старший сын Педро де Суньига (ок. 1383—1453), главного судьи и главного альгуасиля королеваства, 1-го графа Ледесмы и 1-го графа Пласенсия, 2-го сеньора Бехара, 1-го сеньора Миранда-дель-Кастаньяр, Канделеда, Ольвера, Пуэбла-де-Сантьяго и других городов, и его жены Изабель де Гусман, 3-й сеньоры Хибралеон и дочь Альвара Переса де Гусмана, 2-го сеньора Хибралеона, и его жена Эльвира де Айяла.

## Браки и потомство
Альваро женился в 1429 году на Леонор Манрике де Лара-и-Кастилья, дочери Педро Манрике де Лара-и-Мендоса (1381—1440), 8-го сеньора Амуско, главного аделантадо Кастилии, и его жены Леонор Кастильской. Брак был устроен в январе 1428 года его родителями Педро де Суньига-и-Лейва и Педро Манрике де Лара, чтобы объединить дружбу этих двух могущественных домов. От этого брака родилось девять детей:
- Педро де Суньига и Манрике де Лара (1430—1484), его старший сын, 2-й граф Баньярес, 1-й граф Аямонте
- Диего де Суньига и Манрике де Лара, приор Сан-Маркос-ин-Леон Ордена Сантьяго
- Альваро де Суньига и Манрике де Лара, настоятель святого Иоанна Иерусалимского, сегодня Мальтийский орден
- Иньиго де Суньига и Манрике де Лара, умер очень рано
- Франсиско де Суньига и Манрике де Лара, сеньор Мирабель и Берантевилья, предок 1-го маркиза Мирабель
- Фадрике де Суньига и Манрике де Лара, епископ Осмы
- Леонор де Суньига и Манрике де Лара, замужем за Хуаном де Луна-и-Пиментель, 2-м графом Сан-Эстебан-де-Гормас, и Фернандо Альваресом де Толедо-и-Эррера, 4-м сеньором Оропеса
- Эльвира де Суньига и Манрике де Лара, замужем за Алонсо де Сотомайором, сыном магистра Ордена Алькантара Гутьерре де Сотомайор, родителей Гутьерре Алонсо де Сотомайор, 1-го графа Белалькасар
- Хуана де Суньига и Манрике де Лара, настоятельница Королевского монастыря Ла Консоласьон (Калабасанос), основанного её бабушкой Леонор де Кастилья.

Альваро де Суньига, овдовев, женился вторым браком в 1458 году с разрешения папы римского II и короля Энрике IV со своей племянницей Леонор Пиментель-и-Суньига, дочерью Хуана Алонсо Пиментеля, графа Майорга, и его сестры Эльвиры де Суньига-и-Гусман. От второго брака у него было четверо детей:
- Хуан де Суньига-и-Пиментель (1459—1504), магистр ордена Алькантара, архиепископ Севильи и примас Испании
- Фердинанд де Суньига-и-Пиментель, приор
- Мария де Суньига-и-Пиментель, сеньора де Бургильос, замужем за своим племянником Альваро де Суньига-и-Пересом де Гусманом, 2-м герцогом Бехаром, графом Баньяресом, маркизом Хибралеон
- Изабель де Суньига-и-Пиментель, замужем за Фадрике Альварес де Толедо-и-Энрикес, старшим сыном 1-го герцога Альбы, Гарсия Альварес де Толедо-и-Каррильо де Толедо и его жены Марии Энрикес.

Герцогиня Леонор умерла в Бехаре, Саламанка, 31 марта 1486 года.

## На службе у короля Кастилии Хуана II
Альваро де Суньига-и-Гусман, старший сын Педро де Суньига-и-Лейва, 1-й граф Пласенсия, в детстве был слугой короля Кастилии Хуана II, а в юности сотрудничал со своим отцом в борьбе против Альваро де Луна, констебля Кастилии и фаворита (валидо) короля Хуана II, который обладал подавляющей властью. Король Хуан II назначает Альваро королевским указом от 22 мая 1430 года главным альгуасилем Кастилии. Альваро де Луна приказывает в феврале 1437 года заключить в тюрьму Педро Манрике де Лара, занимавшего второе место в королевском совете с 1430 года. Педро Манрике де Лара был взят в плен 13 августа 1437 года. С помощью Альваро де Суньиги Педро Манрике удалось бежать в ночь с 20 на 21 августа 1438 года.
Валидо Альваро де Луна сделал серьёзного соперника для дома Суньига, возвысив Эрнана Альвареса де Толедо до титула графа Альба-де-Тормес в 1439 году. Дома Суньига и Альварес де Толедо начинают ожесточенную борьбу за контроль над Саламанкой. Некоторые города, такие как Касерес и Трухильо, оказали вооружённое сопротивление попыткам перевести их из королевской собственности в сеньории. Город Трухильо был предложен Педро де Суньиге в обмен на Ледесму. С Бехаром и Пласенсией Дом Суньига окончательно сориентировал свою политику на контроль над Эстремадурой с 1440 года.
Альваро де Суньига со своим отцом Педро де Суньига, Педро Манрике и вторым адмиралом Кастилии Фадрике Энрикесом готовят восстание Дворянской лиги против королевского фаворита Альваро де Луны. Дворянская лига, состоящая из Педро де Суньиги, графа Ледесмы, Педро де Кастильи, епископа Осмы, Санчо де Рохаса, епископа Асторги, Луиса де ла Серда, графа Медельина и других, приносит присягу от 19 июня 1439 года, принимая посредничество короля Наварры Хуана II и инфанта Энрике, чтобы прекратились беспорядки в королевстве. 21 сентября 1443 года Педро де Суньига, граф Пласенсия, Альваро де Суньига, граф Аро, и Педро Фернандес де Веласко подписали пакт о конфедерации, чтобы освободить короля Хуана II от гнета, в котором он находился, обещая взаимную помощь, пока они не увидят короля свободным и королевство умиротворенным. 1 декабря 1450 года его отец Педро, граф Пласенсия, отказался от должности главного алькальда Севильи в пользу своего старшего сына Альваро.
В начале 1453 года король Хуан II, убежденный королевой, был готов лишить его власти через своего герольдмейстера Диего Лопеса де Суньига-и-Наварра, сеньора Клавихо, родственника графа Пласенсии. Королева получила от короля документ, легализующий восстание графа Пласенсии и разрешающий заключение в тюрьму действительного Альваро де Луна. Педро де Суньига, граф Пласенсия, приказал своему сыну Альваро с войском в Курьеле до 30 марта 1453 года. Валидо Альваро де Луна хотел предотвратить восстание, захватив Бехар, где укрепился Педро де Суньига, но ничего не сделал, потому что один из его верных Алонсо Перес де Виверо сообщил действительные планы графу Пласенсии. 1 апреля 1453 года по приказу Альваро де Луны в Бургосе был убит Алонсо Перес де Виверо, предавший его.
Альваро де Суньига намекает на то, что король должен приехать в Бургос. В ночь с 1 на 2 апреля Альваро де Суньига и его солдаты вошли в замок Бургос. Король Хуан II, терзаемый сомнениями и колебаниями, прислал ему четыре письма, последнее от 3 апреля и следующий документ от 4 апреля: «Я приказываю вам арестовать дона Альваро де Луны, магистра Сантьяго, и, если он будет защищаться, убить его».
На рассвете 4 апреля 1453 года Альваро де Суньига спустился из замка в гостиницу Альваро де Луны, которая была домом Педро де Картахены. Воины Альваро де Луны отстреливались в течение трех часов. В конце концов валидо и его сторонники сдались. Альваро де Луна был заключен в тюрьму в крепости Портильо под опекой Диего Лопеса де Суньига-и-Наварра. Король Хуан II назначает десять судей для судебного процесса. Судьи соглашаются на смертную казнь для валидо. Приказ о казни был получен в Портильо 31 мая 1453 года. На следующий день Альваро де Луна был переведен в Вальядолид, где провел ночь в одном из домов графа Пласенсии, Педро де Суньига. Альваро де Луна сохранял элегантную и превосходную безмятежность на пути к виселице. Он был обезглавлен на главной площади Вальядолида 3 июня 1453 года. Альваро де Суньига стал новым фаворитом короля Хуана II.
Альваро де Суньига, после смерти своего отца в июле 1453 года, вступил во владение Пласенсией актом от 15 августа 1453 года и стал 2-м графом Пласенсия, унаследовав сеньории Суньига и Мендавия в Наварре, Бехар и Баньярес в Кастилии, стал главой Дворянской лиги, а также унаследовал должности главного судьи и главного альгуасиля Кастилии.

## На службе у короля Энрике IV
Король Кастилии Хуан II умирает в Вальядолиде 21 июля 1454 года. 29-летний принц Астурии провозглашается королем Кастилии под именем Энрике IV, 23 июля 1454 года в Вальядолиде. Его правление началось в согласии с дворянами. Его первым валидо стал Хуан Пачеко, 1-й маркиз Вильена, который получил образование и вырос в королевском дворце, компаньон с детства короля Энрике IV. Энрике IV женился на принцессе Бланке Наваррской в 1440 году, развелся с ней из-за его импотенции и известного гомосексуализма 27 июля 1453 года. Принцесса Бланка была дочерью короля Хуана II Наваррского и Арагона. Король Энрике IV, ныне именуемый «Импотентом», женился 20 мая 1455 года на принцессе Хуане, сестре короля Португалии Афонсо V.
Король Кастилии Энрике IV решает в 1455 году продолжить войну в Гранаде и таким образом успокоить беспокойную воинственность кастильской знати. Альваро де Суньига, граф Пласенсия, принял участие в военных действиях на границе.
После совещаний в Альфаро между королями Энрике IV Кастильским и Хуаном II Наваррским и Арагонским в мае 1457 года действительный Хуан Пачеко, маркиз Вильены, воспользовавшись достигнутыми договоренностями, довел дворянскую лигу до бессилия, возведя на престол новый правительства его наиболее выдающимся членам. Членами нового правительства во главе с действительным являются: его брат Педро Хирон, магистр ордена Калатравы, бухгалтер Диего Ариас, архиепископ Севильи, Альфонсо де Фонсека, граф Пласенсия, Альваро де Суньига и Граф Альба, Эрнан Альварес де Толедо. Король Энрике IV назначил Мигеля Лукаса де Ирансо констеблем Кастилии 25 марта 1458 года.
Отношения Альваро де Суньиги, графа Пласенсиа, с королем Энрике IV и с достойным Хуаном Пачеко, маркизом Вильены, были крепкими и сердечными в эти годы с 1458 по 1464 год. Альваро де Суньига, 2-й граф Пласенсия, хотел жениться после смерти своей первой жены Леонор Манрике де Лара-и-Кастилья на своей крестнице и племяннице Леонор Пиментель-и-Суньига, дочери Хуана Алонсо Пиментеля, графа Майорга, и её сестры. Эльвира, девушка с миловидной внешностью, несмотря на большую разницу в возрасте, ему 49, а ей 16, и близкое кровное родство. Папа Каликст III отказал в необходимом разрешении. Папа Пий II, преемник Каликста III, дал разрешение. Король Энрике IV санкционировал брак и объявил 18 марта 1461 года, что брак подтвержден его мандатом.

## Лига дворян
Основные представители аристократии, в том числе граф Пласенсия, встречаются в Алькала-де-Энарес и образуют союз «Благо королевства» и «Признания принца Альфонсо», сводного брата короля Энрике IV, «принцем Астурийского и преемника». Король Наварры и Арагона Хуан II присоединился к лиге 4 апреля 1460 года. Королевским указом принца Астурийского Альфонсо от 13 апреля 1460 года он дарует Альваро де Суньига, графу Пласенсии, города Трухильо, Касерес с учётом оказанных услуг. Члены Лиги, собравшиеся в Йепе в феврале 1461 года, составляют политическую программу из четырёх пунктов. Среди них они просят уважать привилегию дворян и присягу Альфонсо как принца Астурийского, наследника престола Кастилии. Король Энрике IV принял и подписал 26 августа 1461 года совместное соглашение с лигой. Кастильские гранды были удовлетворены, они хотели создания правительства во главе с дворянской командой.
28 февраля 1462 года королева Хуана родила дочь, инфанту Хуану. Которая была крещена, и её крестной матерью была принцесса и будущая королева Изабелла I «Католическая», сестра Альфонсо и сводная сестра короля Энрике IV. Кортесы на своем заседании 9 мая 1462 года принесли обычную присягу инфанте Хуане. Король Энрике IV 20 мая 1462 года объявил всему королевству, что в отсутствие детей мужского пола Хуана будет его наследницей. Бельтран де ла Куэва был назначен членом королевского совета 20 февраля 1462 года. В начале 1464 года король Энрике IV назначил его своим фаворитом. Альваро де Суньига, граф Пласенсия, Энрике де Гусман, герцог Медина-Сидония, Родриго Понсе де Леон, граф Аркос, и другие благородные рыцари участвовали со своими войсками в августе 1462 года во взятии Гибралтара, который они завоевали 16 августа.

## Начало борьбы между дворянством и монархией
В апреле 1464 года король Энрике IV встретился с королем Португалии Афонсу V и устроил брак своей сводной сестры, принцессы Изабеллы, с королем Афонсу V. Хуан Пачеко, 1-й маркиз Вильена, приписывает инфанту Хуану результат прелюбодеяния королевы Хуаны с дворецким и фаворитом короля Энрике IV Бельтраном де ла Куэва. С тех пор инфанта-принцесса Хуана известна как «ла Бельтранеха». Энрике IV по привилегии от 3 мая 1464 года. провозглашает Альваро де Суньигу, графа Пласенсия, первым рыцарем Королевства.
Дворянскаяя лига, состоящая из Альваро де Суньига, графа Пласенсия, Фадрике Энрикеса, адмирала Кастилии и графа Трастамара, Родриго Пиментеля, графа Бенавенте, и Гарсии Альвареса де Толедо, графа Альбы, 16 мая 1464 года обязуется защищать права инфанта Альфонсо и не допускать брака инфанты Изабеллы без согласия Лиги. Король Энрике IV отвечает на это движение, 24 мая 1464 года передав Орден Сантьяго Бельтрану де ла Куэва. Маркиз Вильена Хуан Пачеко посылает королевские войска, чтобы взять в плен архиепископа Севильи Алонсо де Фонсека «Старого», который бежит и ищет убежища в замке Бехар у графа Пласенсиа. Этот акт спровоцировал открытое восстание дома Суньиги. Альваро де Суньига, граф Пласенсия, нарушает договоренное перемирие.
Летом 1464 года дворянская лига под председательством графа Пласенсии отправила послов к папе римскому Павлу II, чтобы избежать назначения Бельтрана де ла Куэва новым магистром Ордена Сантьяго, но Папа решил удовлетворить пожелания короля Энрике IV и пожаловал буллу магистра в пользу Бельтрана де ла Куэва. Граф Пласенсия, граф Альба, маркиз Виллена и Манрике де Лара готовили захватить в плен короля Энрике IV между Сан-Педро-де-ла-Дуэньяс и Вильякастином, недалеко из Сеговии. Король получил с гонцом 15 сентября 1464 года известие о близости войск знати, находившихся в 30 км от Сеговии. На защиту короля пришли крестьяне из соседних деревень. Лига была сбита с толку этой неудачей.
Маркиз Вильена провел большое собрание в Бургосе с 26 по 28 сентября 1464 года. В нём принимают участие Альваро де Суньига, граф Пласенсия, и его брат Диего Лопес де Суньига, граф Миранды, а также капитул собора и муниципалитета. На этом собрании были представлены три сословия королевства. В манифесте собрания в Бургосе было предложено удалить Бельтрана из Куэвы и было подтверждено, что Хуана не была законной дочерью короля Энрике IV, требовалось признание инфанта Альфонсо в качестве преемника и что ему следует дать пост магистра Ордена Сантьяго и он должен бы отдан на воспитание графам Пласенсия. В договоре короля Энрике IV с лигой монарх согласился признать своего сводного брата Альфонсо своим преемником при условии, что он женится на его дочери, инфанте Хуане.
На конференции с королем Энрике IV, которая проходила между Сигалесом и Кабесоном с 20 ноября по 4 декабря 1464 года, инфант Альфонсо, 11-летний мальчик, был приведен к присяге в качестве преемника трона дворянами, присутствовавшими на конференции, и комиссией по реформе, состоящей из двух представителей короля, Педро де Веласко и Гонсало де Сааведра, двух представителей знати, графа Пласенсия и маркиза Вильена, и посредника Алонсо де Оропеса. Комиссия по реформе подготовила петицию из тридцати девяти глав. Он издает указ об изгнании дона Бельтрана де ла Куэва и его сторонников 12 декабря 1464 года. Сложная петиция была настоящей Великой хартией вольностей. Только с разрешения комитета, состоящего из маркиза де Вильена, графа де Аро, графа Пласенсия, архиепископов Толедо и Севильи, поверенных Толедо, Севильи и Бургоса, король мог отправить любого дворянина в тюрьму. Король Энрике IV аннулирует соглашение Сигалеса в феврале 1465 года и запрещает признавать инфанта Альфонсо наследником короны Кастилии.

## Объявление Альфонсо XII королем
Дворец в Пласенсии Альваро де Суньиги, графа Пласенсии, стал с марта 1465 года двором будущего короля Альфонсо XII. Маркиз де Вильена также поселился в Пласенсии, и город стал плацдармом для повстанцев. Принц Астурийский Альфонсо подтверждает королевским указом от 10 мая 1465 года права графа Пласенсии на города Трухильо, Касерес, за его услуги и верность.
Король Энрике IV в апреле 1465 года направляет союзу из Саламанки ультиматум, требуя возвращения инфанта Альфонсо. От имени лиги граф Пласенсия, граф Бенавенте и магистр Алькантары отвечают, требуя соблюдения соглашений в Сигалесе от 10 мая 1465 года, в противном случае прощаясь и отказываясь от послушания, которое они должны были ему как своему королю.
Инфант Альфонсо провозглашен королем Кастилии в Вальядолиде под именем Альфонсо XII адмиралом Кастилии Фадрике Энрикесом. Символическое свержение короля Энрике IV произошло 5 июня 1465 года. Дворяне встретились в Авиле, за стенами, где возвели деревянный помост. В неё поместили куклу, одетую в траур, с короной и мантией, мечом и скипетром, изображающую личность короля Генриха IV. Дворяне читают своему государю и лорду длинный список своих ужасных преступлений. Архиепископ Толедо Каррильо принял корону, Альваро де Суньига, граф Пласенсия, меч, Родриго Алонсо Пиментель, граф Бенавенте, скипетр, а Диего Лопес де Суньига, граф Миранды, пнул куклу, сопровождая жест ненормативная лексика. Там же было провозглашено Альфонсо XII королем Кастилии и Леона. Мальчики Хуан де Суньига-и-Пиментель и Гонсало Фернандес де Кордова служили пажами. Альваро де Суньига в сопровождении других дворян доставил своего нового короля в Вальядолид.
В это время Альваро де Суньига, граф Пласенсия, имел в своей власти полукруг, образованный городами Авила и Касерес и Диего Лопеса де Суньига, графа Миранды. Альваро де Суньига отправляет своего старшего сына Педро с письмами Хуану Понсе де Леону, графу Аркоса, где впервые отцовство девочки Хуаны было приписано Бельтрану де ла Куэва. Алькасар Севильи и вся Андалусия перешли на сторону мятежной знати. Альваро, третий сын графа Пласенсии, назван приором Ордена Святого Иоанна Иерусалимского за заслуги перед королем Альфонсо XII. Между Педро де Суньига и Хуаном Понсе де Леоном, графом Аркоса, а также с Хуаном Алонсо де Гусманом, герцогом Медина-Сидония, нарастало соперничество, и с 24 по 11 июля и 11 августа 1465 года в Севилье произошли кровавые беспорядки между новообращенными и старохристианами.
Альваро де Суньига, граф Пласенсия, и магистр Ордена Алькантара Педро Хирон отправились со своими войсками в Севилью, и в конце ноября 1465 года семья Суньига собрала торжественные клятвы верности королю Альфонсо XII от графа Аркоса, герцога Медина-Сидония и муниципалитета Севильи. Диего Лопес де Суньига, граф Миранды, назначен коррегидором Севильи, но городу удалось навязать свои условия, и он не смог вступить в должность.

## Гражданская война 1465—1474 гг
Зимой 1465/1466 гражданская война переросла в полную анархию. В августе 1466 года умеренные мятежной знати решили восстановить старую лигу и привлечь недавно отделившихся графа Пласенсии и герцога Медина-Сидония.
Через архиепископа Севильи Альфонсо де Фонсеку была организована мирная встреча между королём Энрике IV и Альваро де Суньига, графом Пласенсия, в Бехаре в мае 1467 года. Встреча не состоялась, потому что жители Мадрида считали, что это было ловушка и из страха перед своим королём он взбунтовались и не позволили королю покинуть Мадрид.
В конце 1467 года Альваро де Суньига решил принять мирный план архиепископа Севильи и предложил королю убежище в его дворце в Пласенсии. Король Энрике IV прибывает в Пласенсию 28 декабря 1467 года, его хорошо принимает Альваро де Суньига, он пользуется его поддержкой и гостеприимством в течение четырёх месяцев и обещает передать ему город Трухильо. В январе 1468 года граф Пласенсия не смог взять Трухильо из-за сопротивления его жителей. Примирение дома Суньига с королём привело к разделению дворянства. С апреля 1468 года они принадлежали королевскому совету: граф Пласенсия, архиепископ Севильи и Педро Гонсалес де Мендоса.
Гражданская война в Кастилии продолжается из-за нерешительности короля Энрике IV относительно его преемственности. Эта война продолжалась до 1474 года. Принц Альфонсо Кастильский умер 5 июня 1468 года. Король Энрике IV объявляет и присягает на Торос-де-Гуисандо принцессе Изабелле, своей сводной сестре, объявив её своей законной преемницей 19 сентября 1468 года. Король обещает жениться на принцессе Изабелле с её согласия и при посредничестве совета маркиза Вильена, архиепископа Севильи и граф Пласенсия. Инфанты Альфонсо и Изабель — дети от второго брака короля Кастилии и Леона Хуана II с принцессой Португалии Изабеллой, двоюродной сестрой короля Португалии Афонсу V, и сестрой королевой Хуаной, женой короля Энрике IV. Королева Хуана протестует в Буитраго 24 октября 1468 года и не признает инфанту Изабель наследницей кастильского трона.
30 апреля 1469 года короли Энрике IV Кастильский и Жуан II Португальский предоставили капитуляции, чтобы урегулировать брак с принцессой Изабеллой. Король Португалии Жуан II предложил себе указом от 2 мая 1469 года увеличить владения родам Суньига, Фонсека, Пачеко, Веласко и Мендоса, взамен они обещали ему свою верность, политическую и военную поддержку.
Король Энрике IV осадил Трухильо, но город отказался переходить под власть графа Пласенсии Альваро де Суньига. Король отдает ему в качестве компенсации королевским указом от 2 ноября 1469 года город и долину Аревало, принадлежавшие матери инфанты Изабеллы. Альваро де Суньига вступил во владение Аревало 7 ноября 1469 года. Королевским указом от 20 декабря 1469 года он получил титул герцога Аревало.
Принцесса Изабелла, будущая королева Изабелла I «Католичка», выходит замуж без королевского согласия за принца Фердинанда Арагонского, короля Сицилии и будущего короля Арагона Фердинанда II «Католика», в Вальядолиде 19 октября 1469 года. Король Сицилии Фердинанд соглашается помочь принцессе Изабелле в её правах наследования короны Кастилии и Леона. Король Энрике IV восстановил малолетнюю принцессу Хуану в качестве своей законной преемницы 26 июля 1470 года и отпраздновал её брак с герцогом Гиенским, братом Людовика XI, короля Франции, который пообещал помощь в правах наследования девочки-принцессы Хуаны. Герцог Гиенский умирает 25 мая 1472 года.
Летом 1470 года король Энрике IV признал титул герцога Аревало и годовой доход в один миллион в качестве компенсации за то, что он не передал Трухильо Альваро де Суньиге, графу Пласенсии. Герцог Аревало расширил свое влияние в Эстремадуре, поставив родственников на ключевые места. Он помогает Алькантара Алонсо де Монрою в его восстании против магистра Ордена Алькантара Гомеса де Солиса. Альваро де Суньига получил от папы буллу, назвав своего сына Хуана магистром Ордена Алькантара. Другой из его сыновей, Альваро, получил орден Святого Иоанна Иерусалимского, но, поскольку маркиз Вильена, магистр Сантьяго, действительный от короля Энрике IV, имел пограничные владения с монастырем, герцог Аревало пообещал не помогите своему сыну. С тех пор этот сын числился среди сторонников принцессы Изабеллы.
Альваро де Суньига принимает участие во встрече между королем Кастилии Энрике IV и королем Португалии Афонсу V, состоявшейся в Рибера-де-Кайя, между Эльвашем и Бадахосом, в мае 1472 года с целью заключения договора о мире. Но успеха добиться не удалось. Дворянская лига, на этот раз в пользу короля Энрике IV, имела летом 1472 года герцога Аревало и маркиза Вильена, теперь действующую во второй раз. Хуан Пачеко, магистр ордена Сантьяго, маркиз Вильена, действующий при короле Энрике IV, соглашается с Альваро де Суньига, герцогом Аревало, признать его сына Хуана де Суньига-и-Пиментеля магистром ордена Алькантара, но в компенсации, герцог Аревало должен уступить свои права на сеньорию Трухильо маркизу Вильена.
Король Энрике IV скончался в Мадриде 11 декабря 1474 года. Он оставляет в качестве своих душеприказчиков примаса Испании Педро Гонсалеса де Мендосу, маркиза Вильены, Диего Лопеса Пачеко, маркиза Сантильяна, Диего Уртадо де Мендоса, констебля Кастилии, Педро Фернандеса де Веласко, герцога Аревало, Альваро де Суньига-и-Гусман, и графа Бенавенте, Родриго Альфонсо Пиментеля, и приказал им, «чтобы принцесса Хуана, его дочь, сделала то, что они согласились сделать». Только двое душеприказчиков признали принцессу Хуану преемницей: герцог Аревало и маркиз Вильена.
Дом Суньиги имел хорошо владения в Бехаре, Пласенсии, Пеньяранде-де-Дуэро, Аревало и Бургосе и был всемогущим в этом районе. Один из сыновей герцога Аревало, Альваро де Суньига и Манрике де Лара, приор ордена Святого Иоанна Иерусалимского, находился на службе у католических монархов, потому что обвинял свою мачеху, Леонор де Пиментель-и-Суньига, в мятежном отношении его отца к иску в пользу его сына Хуана де Суньига-и-Пиментеля о должности магистра Ордена Алькантара. В сводке от 20 февраля 1472 года в Риме папа Сикст IV дарует звание магистра Ордена Алькантара Хуану де Суньига-и-Пиментелю, 13-летнему мальчику. Инвеститура состоялась 23 января 1475 года в церкви Санта-Мария-де-Альмоковар, Алькантара, когда в качестве магистра был приведен к присяге его сын Хуан, а в качестве администратора и генерал-губернатора Ордена Алькантара герцог Аревало Альваро де Суньига. Герцог Аревало управляет Ордена Алькантара, когда его сын Хуан был несовершеннолетним.

## Война за наследство
Принцесса Изабелла, дочь короля Кастилии Хуана II, и его второй жены Изабеллы Португальской, была провозглашена королевой Кастилии в Сеговии 13 декабря 1474 года. Герцог Аревало и маркиз Вильена перевезли принцессу Хуаны из Мадрида в Трухильо, где она была провозглашена в марте 1475 года законной преемницей короля Энрике IV. Король Португалии Афонсу V решает взять в жены Хуану, 13-летнюю девочку, и претендует на корону Кастилии. Католические короли праздновали блестящий турнир в Вальядолиде 3 апреля 1475 года при содействии высшей знати, когда получили послание от короля Португалии Афонсу V, фактически являвшееся объявлением войны.
Король Португалии Афонсу V вступил в Кастилию со своей армией в начале мая 1475 года и был принят в Пласенсии герцогом Аревало Альваро де Суньига, его братом графом Миранды Диего Лопесом де Суньига, графом Уреньи Хуаном Тельесом Хироном, Педро Портокарреро, сыном маркиза Вильены, и группа друзей и родственников. Они провозглашают Афонсу и Хуану королями Кастилии и Леона в Пласенсии 25 мая 1475 года. Король Португалии Афонсу V женится на Хуане 30 мая 1475 года. Королевским указом от 24 мая 1475 года королева Изабелла I приказывает Альваро де Суньига, Хуан Пачеко, Родриго Хирона и Хуана Тельес Хирон не считаться сеньорами своих городов за совершение преступления оскорбления величества и приказывала королевским указом от 10 июня 1475 года конфисковать имущество герцога Аревало за то, что он перешёл на сторону короля Португалии.
Король Афонсу V и его армия берут Аревало, где португальский король потратил время на анализ планов дальнейших действий. Он решает отправиться в Торо, а не в Бургос, как просит герцог Аревало, чтобы подкрепить своего двоюродного брата Иньиго де Суньига-и-Авельянеда, смотрителя замка-крепости Бургос. Эта крепость принадлежала сеньору дома Суньига. Альваро де Суньига, герцог Аревало, с помощью короля Португалии Афонсу V победоносно сражался в битве при Батанасе 18 сентября 1475 года. Португальская армия после битвы при Батанасе вернулась в Аревало. В октябре 1475 года король Афонсу V и его португальская армия удалились в Самору, чтобы обустроить свои зимние квартиры, игнорируя бедственное положение семьи Суньига в Бургосе. Замок Бургос более четырёх месяцев сопротивляется осаде под предводительством Альфонсо де Арагона, и в конце этого периода его надзиратель Иньиго де Суньига-и-Авельянеда сдаётся и передаёт замок Бургос королеве Изабелле I «Католике» в январе 1476 года.
Педро де Суньига-и-Манрике де Лара, старший сын герцога Аревало, стремился к примирению с католическими монархами в декабре 1475 года. Королева Изабелла I не приняла ответных мер против Иньиго де Суньига-и-Авельянеда, но она поклялась никогда не отдавать ему замок Бургос дому Суньига и вернула его короне Кастилии. Дом Суньига, неудовлетворенный малой помощью, оказанной королём Португалии Афонсу V, который позволил пасть Бургосскому замку, не рискуя совершить марш на короткие расстояния для своих армий, решает приостановить борьбу и продолжает с января 1476 года строгий нейтралитет. 10 января 1476 года королева Изабелла I дает разрешение Альваро де Суньиге и Манрике де Лара, сыну герцога Аревало и приору ордена Святого Иоанна Иерусалимского, вести войну против короля Португалии.

## Нейтралитет герцога Аревало и договор с королевой Изабеллой
Битва при Торо, состоявшаяся 1 марта 1476 года между армиями короля Португалии Афонсу V и армиями католических монархов Изабеллы I и Фердинанда II, принесла католическим монархам большую победу. Король Афонсу V отступил в Португалию и прекратил борьбу за кастильский престол.
Гражданская война была для дома Суньиги ужасной семейной войной. После битвы при Торо весь дом Суньига признает католических монархов. Альваро де Суньига-и-Гусман, 1-й герцог Аревало, как старший родственник дома Суньига, заключил договор с королевой Изабеллой I в период с марта по апрель 1476 года. Королева Изабелла I знала, что семья Суньига оказала ей неоспоримые услуги, что компенсировал первоначальный бунт и не мог быть забыт. Капитуляции с католическими монархами были подписаны 10 апреля 1476 года и подтверждены присягой 13 апреля 1476 года католическими монархами.
Король Афонсу V и его армия покидают Торо в мае 1476 года. Королева Изабелла I осталась в Тордесильяс со своей армией, охраняющей территорию. Педро де Суньига-и-Манрике де Лара, старший сын герцога Аревало, сражается на стороне королевы Изабеллы I на границе с Португалией и весной 1476 года берет на себя оборону границы.
В конце 1476 года в Трухильо произошли серьёзные бои между его сыном Хуаном де Суньига-и-Пиментелем и сторонниками дона Алонсо де Монроя за овладение Орденом Алькантара. Герцог Аревало, его отец, помогает ему и пытается захватить Трухильо. Алонсо де Монрой пытается добиться своих целей с помощью короля Португалии и повстанцев в 1478 году.
В 1477 году католические монархи провозгласили неотъемлемым право на родовые владения дома Суньига. Герцог Аревало, граф Пласенсия, Альваро де Суньига-и-Гусман, после ратификации пакта с католическими монархами, отказался от владения Аревало 25 июля 1480 года. Королевским указом от 1 января 1480 года ему были пожалованы титулы герцога Пласенсии и графа Баньяреса. Королевским указом католических монархов от 31 декабря 1480 года подтверждается должность главного судьи Кастилии. В капитуляциях 1480 года перед герцогом Пласенсия католические монархи соглашаются соблюдать положения капитуляций 1476 года. Католические монархи подтвердили королевским указом от 6 февраля 1481 года привилегии и льготы, предоставленные Альваро де Суньиге, герцогу Пласенсия.

## Последние годы
В 1485 году королева Кастилии Изабелла I «Католичка» пожаловала Альваро де Суньига титул герцога Бехара. Сеньория Бехар было даровано королем Кастилии Энрике III в 1396 году его деду Диего Лопесу де Суньиге.
Герцоги Пласенсия и Бехар пообещали построить церковь и монастырь в честь святого Висенте Феррера из Доминиканского ордена в Пласенсии, который, по просьбе герцогов, спас жизнь его сыну Хуану, который спустя годы стал магистром ордена Ордена Алькантара, архиепископом Севильи и примасом Испании. Строительство монастырской церкви началось в 1477 году, а 13 апреля 1487 года Педро де Вильялобос, главный посетитель епископства Пласенсии, благословил церковь, монастырь и капитул церкви и монастыря Сан-Висенте-Феррер де Пласенсия Ордена проповедников Санто-Доминго-де-Гусман. Герцоги, культурные персонажи эпохи Возрождения, также организовали школу, чтобы исправить невежество, которым наслаждались люди Эстремадуры, более искусные в оружии, чем в грамотах. Это была первая школа в Эстремадуре. Алькайды крепости Пласенсия отдают дань уважения герцогу Пласенсии в 1486 и 1488 годах.
Герцог Пласенсия и Бехар Альваро де Суньига-и-Гусман скончался в Бехаре 10 июня 1488 года. В своем завещании от 21 июля 1486 года он назначает своим преемником своего внука Альваро II де Суньига-и-Гусмана, сына своего покойного старшего сына Педро де Суньига и Манрике де Лара. Католические монархи подтвердили 10 июня 1488 года королевский указ, которым они уполномочили герцога Пласенсия и Бехара Альваро де Суньига-и-Гусмана объявить своего внука Альваро наследником его дома, титулов и поместий. Герцог Пласенсия и Бехар Альваро был похоронен в главной часовне рядом с Евангелием церкви Сан-Висенте-Феррер-де-Пласенсия.